# شرف الحصن (الحيمة الخارجية)

تعديل مصدري - تعديل

شرف الحصن هي إحدى قرى عزلة بيت الجريدي بمديرية الحيمة الخارجية التابعة لمحافظة صنعاء، بلغ تعداد سكانها 95 نسمة حسب تعداد اليمن لعام 2004.